# Tipula jicarilla
Tipula jicarilla är en tvåvingeart som beskrevs av Gelhaus 2005. Tipula jicarilla ingår i släktet Tipula och familjen storharkrankar. Inga underarter finns listade i Catalogue of Life.